# C15H11I4NO4
化学式C15H11I4NO4（摩尔质量：776.87 g/mol）可能指：
- 甲状腺素，混合CAS号：7488-70-2 
  - 左旋甲狀腺素，CAS号：51-48-9 
  - 右旋甲状腺素，CAS号：51-49-0

|  | 这个同类索引页列出了具有相同分子式的化学物（即同分異構體）条目。 除非您是有意链接至本页，否则应将相应条目的内部链接指向正确的条目。 |